# Delage Type GL e GLS
Le Type GL e GLS erano due autovetture di lusso prodotte tra il 1924 e il 1929 dalla Casa automobilistica francese Delage.

## Profilo
Nel 1924 fu introdotta la Type GL, vettura con la quale si intendeva fornire una sostituta alla precedente Type CO2, autovettura d'esordio per la Delage nella fascia di lusso.

Anche la Type GL rispettò tale orientamento di mercato, anzi, lo esasperò ulteriormente: il motore della Type GL subì un notevole incremento di cilindrata rispetto a quello della sua antesignana. Come nella Type CO2, si trattava di un motore a 6 cilindri, ma della cilindrata di ben 5954 cm³, contro i 4534 della Type CO2. Ciò permise alla Type GL di porsi in concorrenza con vetture del calibro della Mercedes 15/70/100 PS e di surclassare invece prestigiose vetture come le Renault Type JY e Type MG, rimaste nell'ambito delle vetture intorno ai 4 litri e mezzo.

La distribuzione era a un asse a camme in testa, mentre la potenza massima della Type GL era di 100 CV.

La Type GL era disponibile in due misure di passo, vale a dire 3,67 e 3,89 m. Fu prodotta fino al 1926, dopodiché fu sostituita dalla Type GLS, sua naturale evoluzione, ma in chiave più sportiva: più sportivo era il telaio a passo accorciato (3429 mm) sul quale veniva assemblata e più sportiveggiante il propulsore, sempre lo stesso della Type GL, ma reso più potente, essendo in grado di erogare fino a 130 CV.

La Type GLS fu prodotta fino al 1929 in soli 20 esemplari, contro i 180 della Type GL.